# Cargo lotnicze

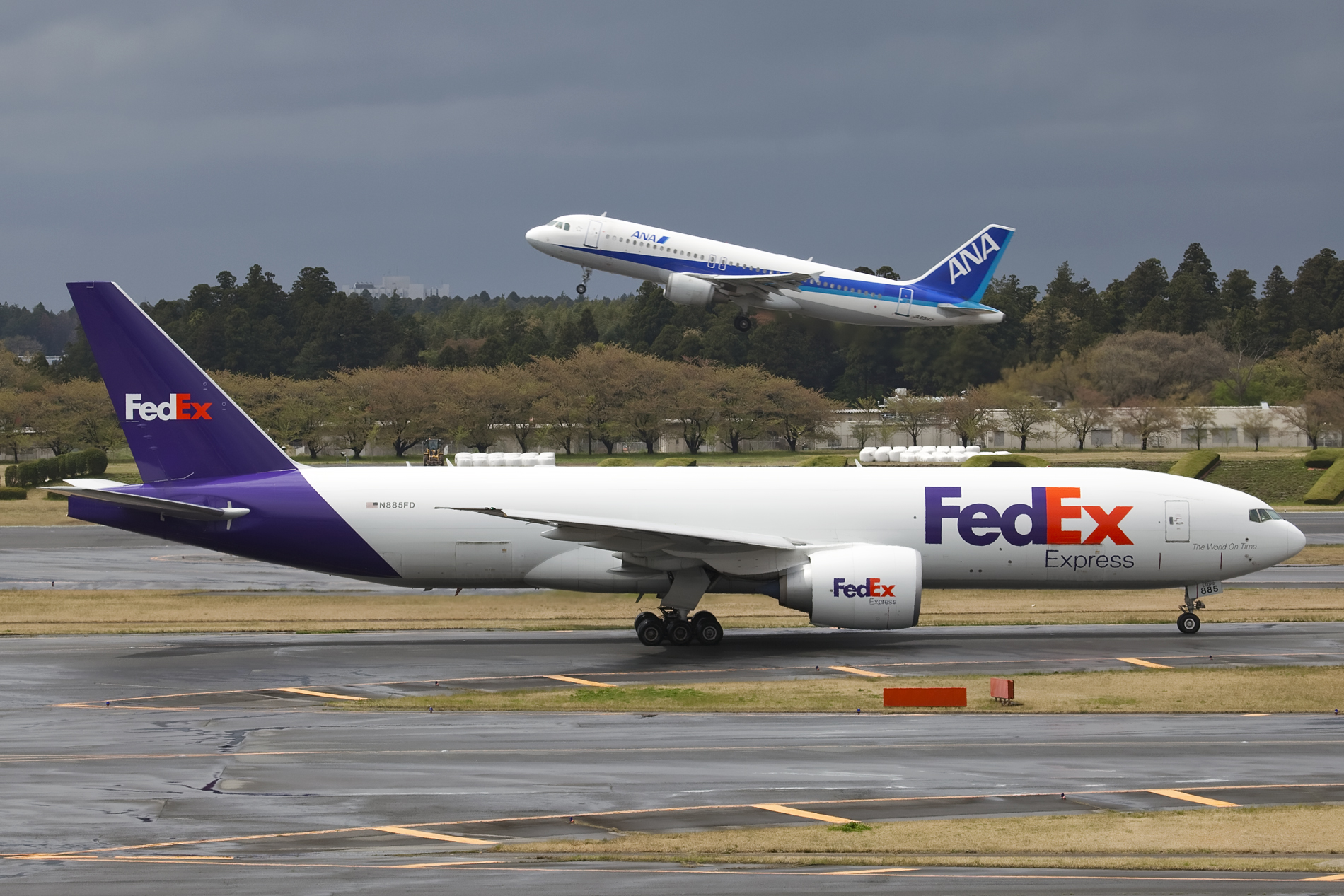
Boeing 777F FedEx Express kołujący na międzynarodowym lotnisku Narita w Tokio w Japonii w 2012 r.

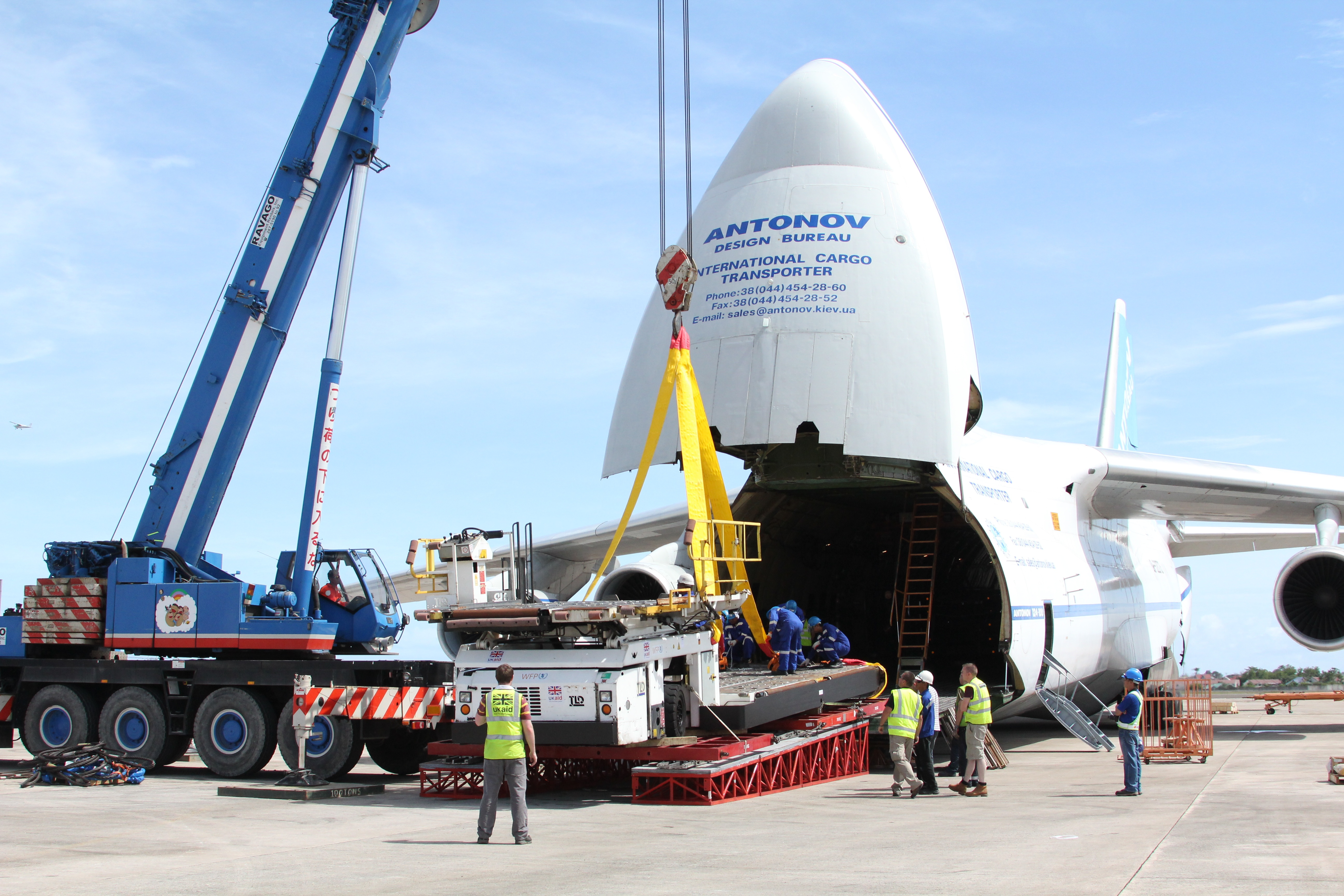
Samolot transportowy An-124 wyczarterowany przez rząd Wielkiej Brytanii – przybywa na Filipiny ładunkiem.

Globalny transport lotniczy według krajów i poziomu frachtu od 2017 r. (tonokilometr)

Cargo lotnicze — (ang. Air cargo) — dowolny przedmiot/dowolna rzecz przewożona lub mający być przewożony na pokładzie statku powietrznego. System transportu lotniczego charakteryzuje się cechami, które narzucają wymagania względem przesyłek, do którego nie nadają się wszystkie rodzaje towarów. Międzynarodowe Zrzeszenie Przewoźników Powietrznych (lATA) ogólnie ujednoliciło warunki transportu towarowego drogą powietrzną. Przez fracht lub ładunek w transporcie lotniczym rozumie się wszelkiego rodzaju przedmioty dopuszczone do przewozu drogą lotniczą, z wyjątkiem przesyłek pocztowych, bagażu pasażerskiego (z wyjątkami) oraz przedmioty stanowiące własność przewoźnika. Chociaż możliwości wykorzystania floty powietrznej w transporcie wszelkiego rodzaju towarów uległy znacznemu rozszerzeniu, według Banku Światowego (2022) z transportem lotniczym nadal kojarzone są niektóre produkty o dużej wartości i określone przesyłki, jak na przykład przesyłki pilne czy wrażliwe — jest odpowiedzialny za 35% światowego handlu pod względem wartości, ale za tylko 1% transakcji mierzonej wolumenem. W przemyśle wykorzystywany jest także do skrócenia czasu w łańcuchu dostaw przy systemach just-in-time. 
Według danych IATA linie lotnicze w 2021 przewiozły ponad 65,6 mln ton towarów, co stanowi ponad 35%. światowego handlu pod względem wartości; Jest to równowartość towarów o wartości 8,5 biliona USD rocznie lub towarów o wartości 18,6 miliarda dolarów każdego dnia. W latach 2004–2021 światowe przychody generowane w branży lotnictwa towarowego wzrosły ponad dwukrotnie, osiągając szczyt na poziomie 175 miliardów USD w 2021 roku. Jednak w tym samym okresie globalny ruch lotniczy wzrósł tylko o około 62%. IATA podało, że kraje, które poprawią o 1% obsługę ładunków powietrznych, zyskują 6% wzrost w wymianie z zagranicą.

## Typy samolotów
Istnieje kilka sposób przewozu towarów drogą lotniczą:
- Samoloty pasażerskie wykorzystują wolną przestrzeń w luku bagażowym (belly cargo), która nie jest wykorzystywana na bagaż pasażerski – jest to powszechna praktyka stosowana przez pasażerskie linie lotnicze, które dodatkowo przewożą ładunki podczas regularnych lotów pasażerskich. Ładunek może być również przewożony w kabinie pasażerskiej w formie bagażu podręcznego przez „kuriera pokładowego”. Praktykę tę można często wykorzystać do subsydiowania krzyżowego tras pasażerskich przynoszących straty, których eksploatacja w innym przypadku byłaby nieekonomiczna. Samolot pasażerski może pełnić także funkcję preightera, w którym cała kabina pasażerska jest tymczasowo przeznaczona do przewozu ładunków[10]. Przewoźnik PLL LOT podawał w 2020, że ten rodzaj przewozów towarowych posiada 85% udziału w rynku[11]
- Samoloty towarowe(inne języki) – przewożą ładunki na pokładzie głównym i w lukach bagażowych; Mogą mieć możliwość załadunku dziobowego lub bocznego.
- Samoloty Combi(inne języki) — przewożą ładunek na części pokładu głównego, przed lub za sekcją pasażerską, z załadunkiem bocznym oraz w lukach bagażowych.

## Historia

### XX wiek

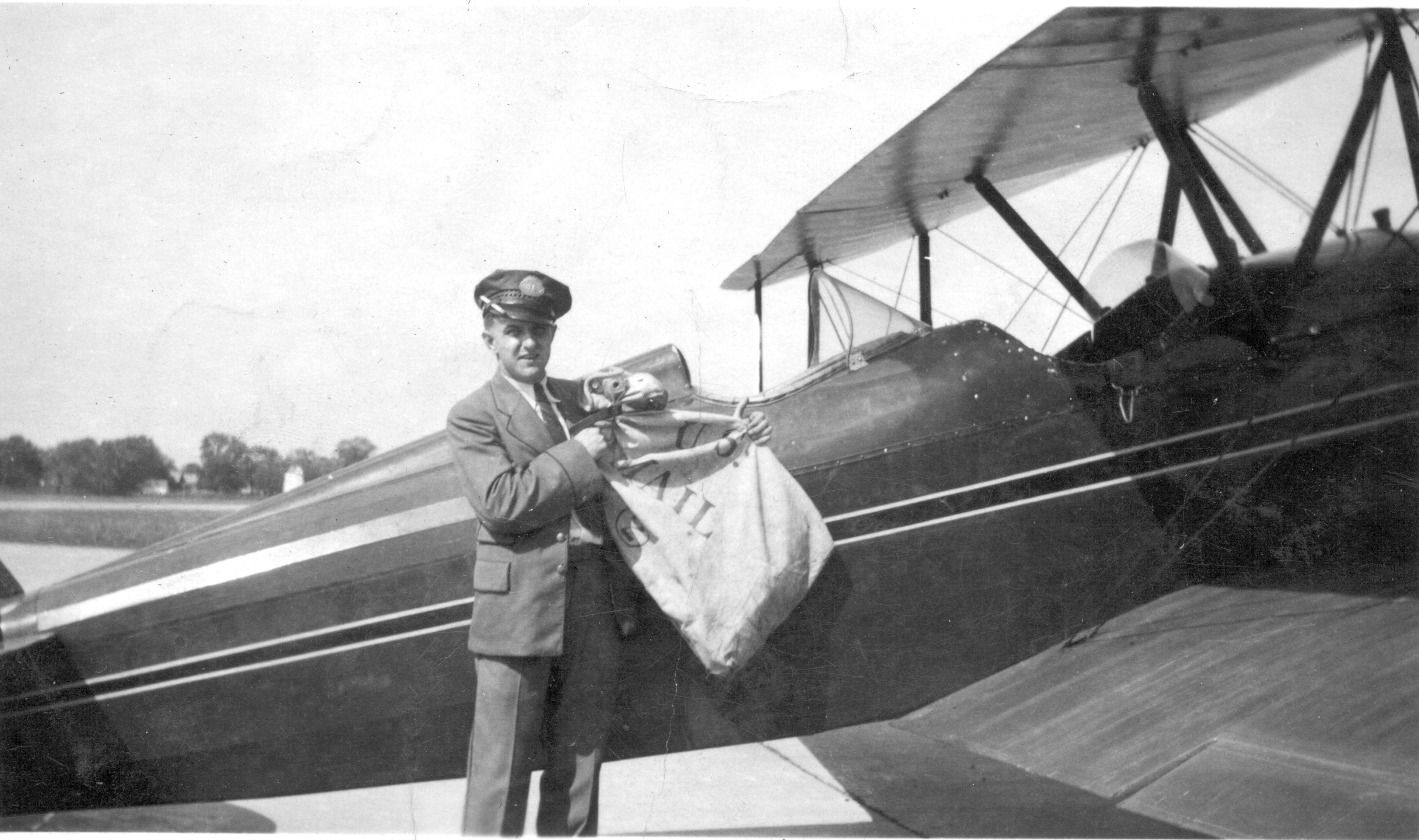
Załadunek poczty lotniczej w Detroit pod koniec lat trzydziestych XX wieku

Douglas C-54 na lotnisku Tempelhof w Berlinie podczas blokady Berlina w 1948 roku

Pierwszy lot cargo odbył się 7 listopada 1910 w Stanach Zjednoczonych pomiędzy Dayton a Columbus w Ohio. Philip Orin Parmelee pilotował samolot Wright Model B na dystansie 65 mil (105 km) przewożących paczkę 200 funtów (91 kg) jedwabiu na otwarcie sklepu. Wycinki z gazet cytują braci Wright, którzy twierdzili, że pokonał tę odległość w 66 minut, ale oficjalnie odnotowano, że lot trwał 57 minut, co było wówczas światowym rekordem prędkości. Był to pierwszy przeznaczony wyłącznie do transportu towarów; pierwszy lot zlecony przez klienta i pierwszy przykład multimodalnego transportu lotniczego.
Pierwszy na świecie oficjalny lot samolotem z pocztą lotniczą odbył się 18 lutego 1911 na dużej wystawie w Zjednoczonych Prowincjach Agra i Oudh w Indiach Brytyjskich. Organizatorowi pokazu lotniczego, Walterowi Windhamowi, udało się uzyskać pozwolenie od naczelnika poczty w Indiach na świadczenie usług poczty lotniczej w celu zapewnienia rozgłosu dla wystawy; Pilotem tego lotu był Henri Pequet; W locie tym przewieziono 6500 listów na odległość 13 km (8.1 mi), z Allahabadu do Naini. Lot wykonany był dwupłatowcem Humber-Sommer o mocy silników około pięćdziesięciu koni mechanicznych (37 kW); Podróż trwała trzynaście minut.
Pierwsza na świecie regularna usługa poczty lotniczej została uruchomiona 9 września 1911 w Wielkiej Brytanii pomiędzy londyńskimi przedmieściami Hendon a biurem naczelnika poczty w Windsor w Berkshire. Wydarzenie było częścią obchodów koronacji króla Jerzego V. Usługa działała przez niecały miesiąc, przewożąc 35 worków poczty w 16 lotach.
Chociaż od lat dwudziestych XX wieku podejmowano kilka prób zorganizowania lotniczych przewoźników towarowych, pierwsze komercyjne linie lotnicze obsługujące wyłącznie cargo pojawiły się dopiero po II wojnie światowej.

#### II wojna światowa
W 1945 roku na konferencji w Hawanie 57 linii lotniczych utworzyło Międzynarodowe Zrzeszenie Przewoźników Powietrznych.
W trakcie blokady Berlina (1948—1949) transport powietrzny pozostał jedyną możliwością zapewnienia dostaw żywności, węgla i innych rzeczy do Berlina Zachodniego wobec blokady dostępu lądowego. W ciągu 330 dni do 12 maja 1949 r. do Berlina przewieziono drogą lotniczą łącznie 2,26 miliona ton ładunku, średnio 6800 ton dziennie, z czego 80% przez Stany Zjednoczone i 20% przez Wielką Brytanię.

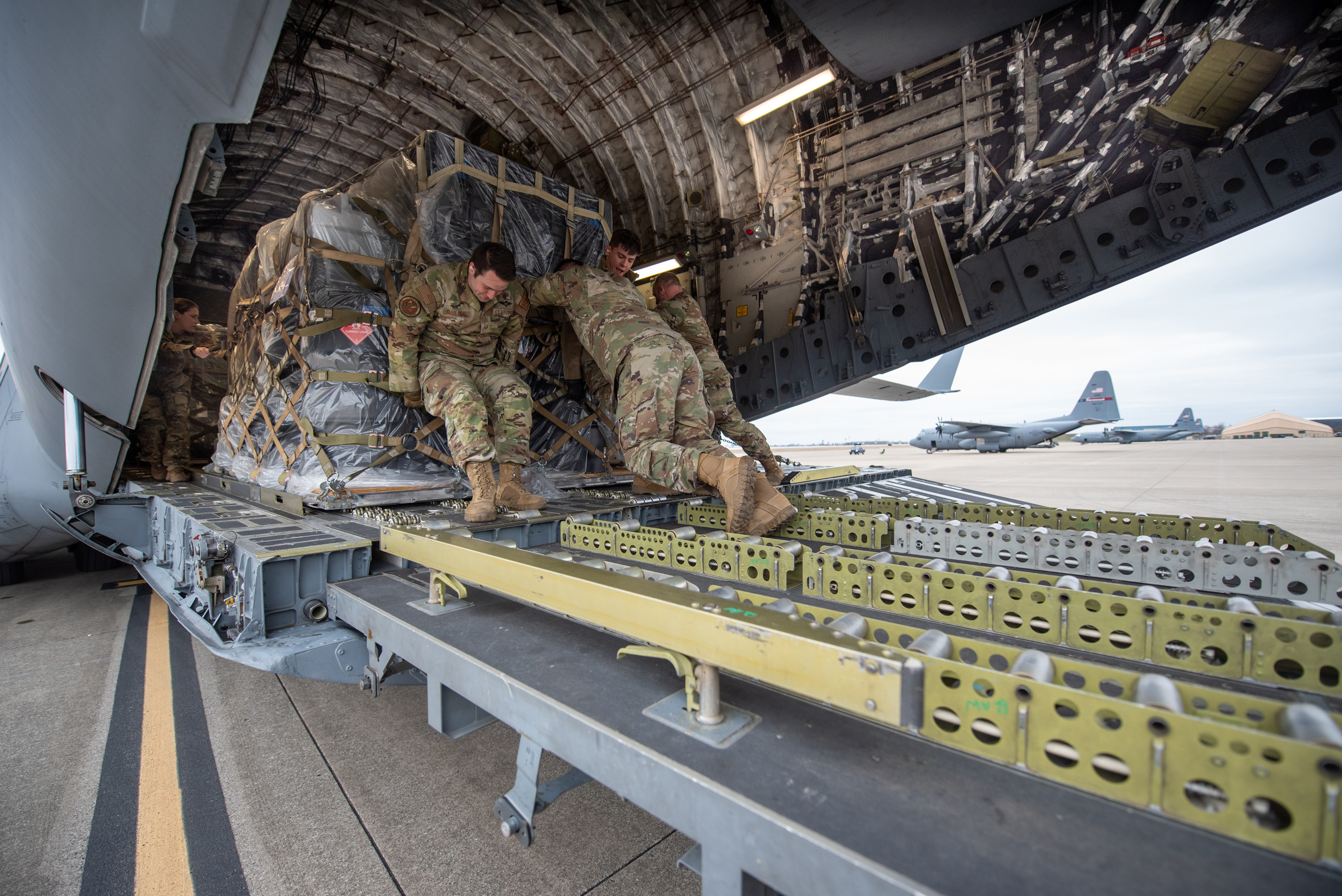
Członkowie 123. Eskadry Gotowości Logistycznej ładują palety z ładunkiem na samolot C-17 Globemaster III Gwardii Narodowej Karoliny Północnej w bazie Kentucky Air National Guard w Louisville w stanie Kentucky.

#### Po II wojnie światowej
Do połowy lat pięćdziesiątych XX wieku towarowych ruch lotniczy osiągnął na całym świecie zaledwie 800 000 ton. Przez większą część pierwszych pięciu powojennych dekad większość przewoźników postrzegała tę działalność jako działalność drugorzędną, chociaż zawsze istniały wyspecjalizowane linie cargo. 
W 1968 roku Boeing wypuścił na rynek czterosilnikowy 747, pierwszy samolot szerokokadłubowy — był pierwszym samolotem zdolnym do transportu pełnych palet w luku bagażowym, co zrewolucjonizowało branżę transportu lotniczego.
Cargo wyłoniło się jako solidny filar branży w latach 90. Katalizatorami ponownego wzrostu w branży byli przewoźnicy przesyłek ekspresowych, do których zaliczają się FedEx, DHL, PostNL i UPS, a także zmiany praktyk w sektorze produkcyjnym. 
Niektóre linie pasażerskie uznały, że przewożenie ładunku belly cargo jest wysoce dochodowym przedsięwzięciem; W rzeczywistości szacuje się, że 50% całego ładunku lotniczego jest przewożonych w ten sposób do tego stopnia, że zmniejszyło to zapotrzebowanie na duże samoloty towarowe.
Od połowy 2020 r. występuje silny popyt na transport powietrzny, bowiem poza tradycyjnymi towarami, jak produkty elektroniczne, farmaceutyczne, dla przemysłu automotive, kwiaty, doszły wyroby służące ochronie zdrowia, ze szczepionkami na czele.
Segment ten w 2021 roku wykonał pracę przewozową (CTK – wskaźnik nie uwzględniający ładunków pocztowych) o 6,9 proc. większą w porównaniu z 2019 r. (według danych IATA). 

### XXI wiek

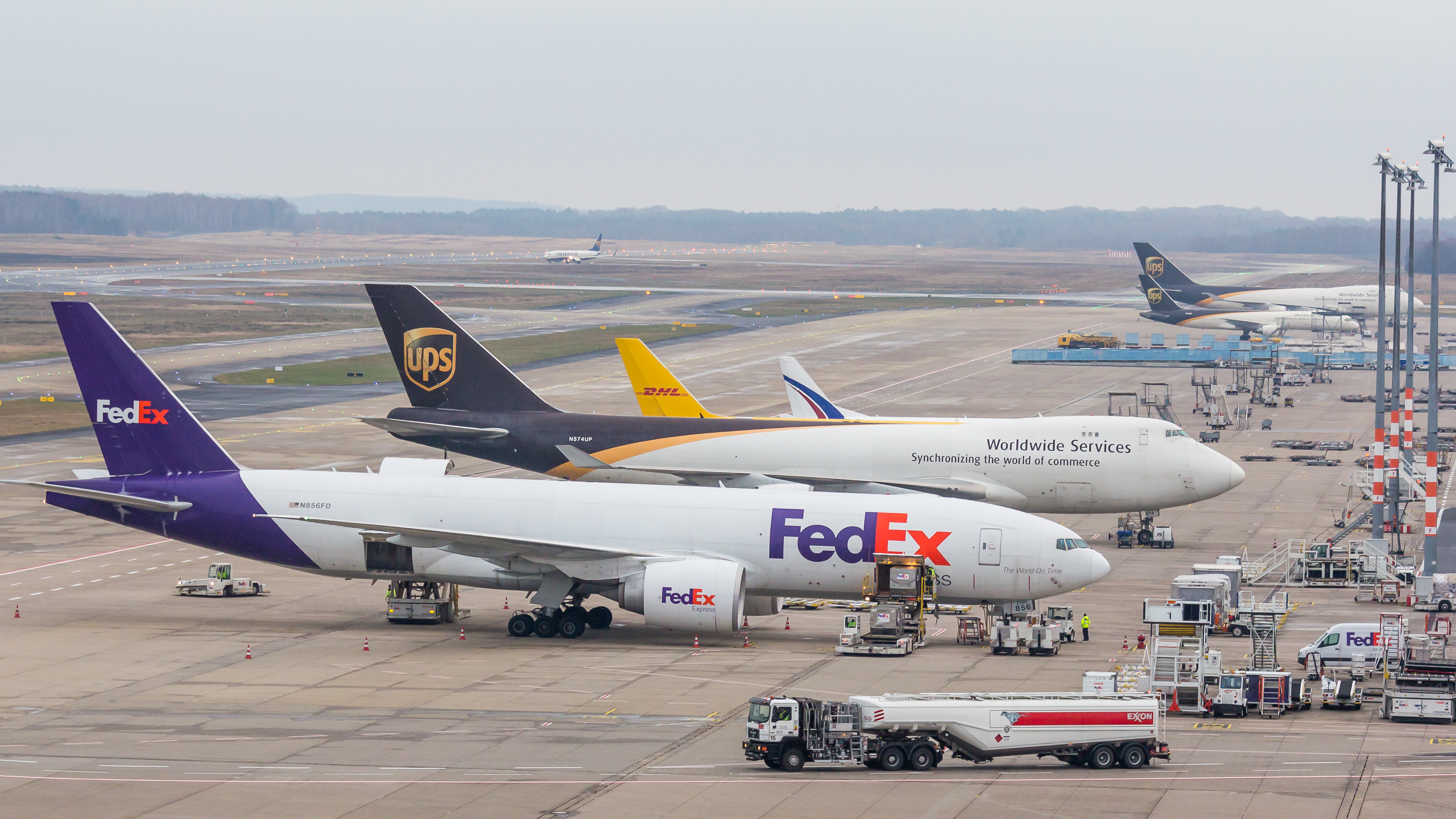
Boeing 777 FedEx, Boeing 747-400 UPS i samoloty cargo DHL na lotnisku Kolonia-Bonn w 2016 r.

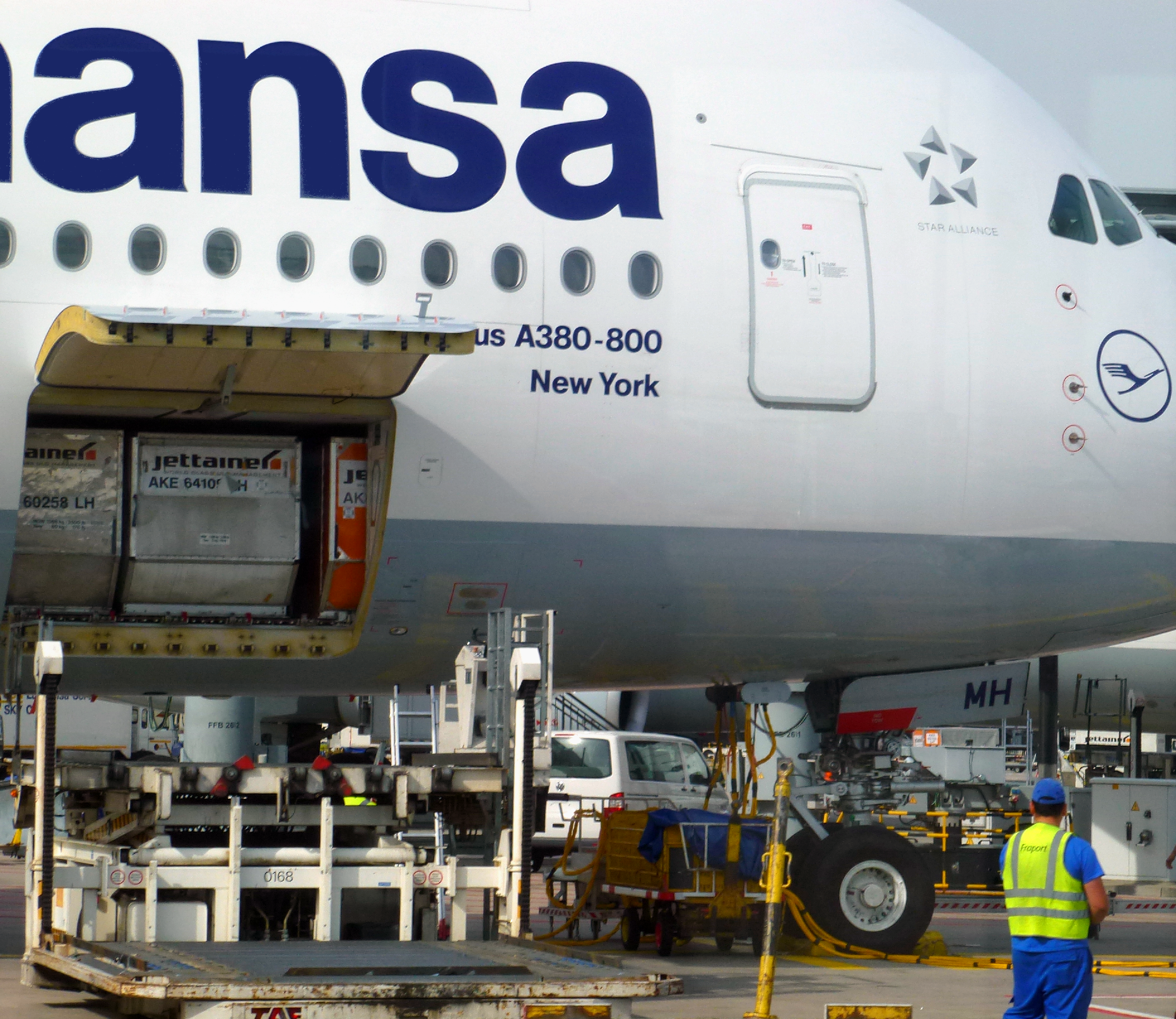
Załadunek belly cargo przez właz boczny Airbusa A380-800 na lotnisku we Frankfurcie (FRA)

Rozwój Internetu w kolejnych latach przyczynił się do zwiększenia niezawodności i dostępności branży transportu lotniczego: większość linii lotniczych oferuje swoim klientom śledzenie status lotu w czasie rzeczywistym oraz opcje rezerwacji i śledzenia; Branża przyjęła procedury elektroniczne, takie jak elektroniczny lotniczy list przewozowy, aby zmniejszyć ilość dokumentacji papierowej towarzyszącej każdej przesyłce i zwiększyć bezpieczeństwo i ochronę transportu.
W 2017 r. IATA zaobserwowała 9% wzrost liczby tonokilometrów frachtu: popyt na ładunki lotnicze jest duży ze względu na produkcję przemysłową i wzrost handlu światowego ponad rozwój handlu elektronicznego, przewyższając zdolność przewozową, ponieważ dostępna tonokilometrów wzrosła o 3%. Boeing podwoił produkcję 767F od 2016 r. do trzech samolotów miesięcznie w 2020 r. i przewiduje, że do 2041 r. całkowity światowy lotniczy ruch towarowy wzrośnie ponad dwukrotnie.
W 2020 trzema wiodącymi liniami lotniczymi w zakresie międzynarodowych i krajowych ładunków lotniczych pod względem tonokilometrów frachtu były FedEx, UPS i Qatar Airways.
Ekspert branżowy szacuje, że 15–20 ton ładunku lotniczego jest warte 30–40 miejsc pasażerskich w klasie ekonomicznej, jeśli oba są w samolotach pasażerskich.

## Ruch towarowy
Większość lotniczego ruchu towarowego jest obsługiwana przez huby lotnicze — tego typu węzły lotnicze znajdują się na liście najbardziej ruchliwych lotnisk ze względu na liczbę operacji towarowych.
W Europie lotniskami o największym obsługiwanym ruchu towarowym (według kolejności udziału w rynku) w 2020 były : Frankfurt, Paryż CDG, Amsterdam, Stambuł, Londyn Heathrow, Liège, Luksemburg, Kolonia, Milan MXP, Bruksela.  

### Lotniczy ruch towarowy na świecie
| 2019 | 2021 | 2022 | Lotnisko              | ruch w tonach (2022) |
| ---- | ---- | ---- | --------------------- | -------------------- |
| 1    | 1    | 1    | Hong Kong SAR (HKG)   | 4 199 196            |
| 2    | 2    | 2    | Memphis TN (MEM)      | 4 042 679            |
| 6    | 4    | 3    | Anchorage AK, (ANC**) | 3 461 603            |
| 3    | 3    | 4    | Szanghaj (PVG)        | 3 117 216            |
| 4    | 6    | 5    | Louisville KY (SDF)   | 3 067 234            |
| 5    | 5    | 6    | Seul-Inczon (ICN)     | 2 945 855            |
| 9    | 7    | 7    | Tajpej (TPE)          | 2 538 768            |
| 12   | 12   | 8    | Miami FL (MIA)        | 2 499 837            |
| 13   | 8    | 9    | Los Angeles CA (LAX)  | 2 489 854            |
| 10   | 9    | 10   | Tokjo-Narita (NRT)    | 2 399 298            |

### Lotniczy ruch towarowy w Europie
| Pozycja Europa | Pozycja Świat | Lotnisko                             | 2017      |
| -------------- | ------------- | ------------------------------------ | --------- |
| 1              | 10            | Paryż-Roissy-Charles de Gaulle (CDG) | 2 195 229 |
| 2              | 11            | Frankfurt (FRA)                      | 2 194 058 |
| 3              | 17            | Londyn-Heathrow (LHR)                | 1 794 276 |
| 4              | 18            | Amsterdam-Schiphol (AMS)             | 1 778 382 |
| 5              | 25            | Lipsk/Halle (LEJ)                    | 1 131 382 |
| 6              | 26            | Stambuł (IST)                        | 1 095 518 |
| 7              | 32            | Kolonia/Bonn (CGN)                   | 897 132   |
| 8              | 34            | Luksemburg (LUX)                     | 822 330   |
| 9              | 39            | Liège (LGG)                          | 716 894   |
| 10             | 46            | Mediolan-Malpensa (MXP)              | 589 719   |

### Lotniczy ruch towarowy w Polsce
Na polskim rynku lotniczego cargo, dominują przewozy belly cargo wykonywane przy okazji przewozów pasażerskich. Jako przyczynę tego wskazywany jest brak lotniczego hubu. Duża część towarów w ruchu air-cargo z Polski trafia do czterech głównych lotnisk, które dzielą między siebie większość wolumenu europejskiego: Frankfurt, Paryż, Londyn i Amsterdam, do których  towary dowozi się przeważnie ciężarówkami, tzw. trucking (ang. Road Feeder Service– RFS), a ich przejazdom są nadawane numery rejsów lotniczych. 
| Lotnisko                     | 2021   | 2020   |
| ---------------------------- | ------ | ------ |
| Lotnisko Chopina w Warszawie | 97 453 | 74 983 |
| Rzeszów - Jasionka           | 1 251  | 357    |
| Katowice - Pyrzowice         | 23 710 | 18 160 |
| Gdańsk im. Lecha Wałęsy      | 9 111  | 6 835  |
| Wrocław - Strachowice        | 1 757  | 552    |
| Poznań - Ławica              | 33     | 93     |
| Lublin                       | 22     | 62     |
| Szczecin - Goleniów          | 0      | 3      |
| Bydgoszcz - Szwederowo       | 0      | 38     |
| Łódź - Lublinek              | 0      | 241    |